# Eugene Cordero
Eugene Cordero (Detroit, 18 luglio 1978) è un attore e doppiatore statunitense.
È noto per dare la voce al personaggio di Samanthan Rutherford nella serie televisiva animata Star Trek: Lower Decks (2020-2024), parte del franchise di fantascienza di Star Trek. Interpreta inoltre il personaggio di Stoke, nel quarto episodio della serie televisiva The Mandalorian (2019), parte del franchise di fantascienza Star Wars, e quello di Frank Morris e altri nella serie televisiva del Marvel Cinematic Universe Loki (2021-2023).

## Biografia
Discendente di genitori filippini, Eugene Cordero cresce nella periferia nord di Detroit. Cordero è un compagno di scuola superiore del comico Andy Juett alla Brother Rice High School, nel Michigan, con il quale ha occasione di collaborare nel collettivo teatrale Sexpot Comedy. Si diploma alla stessa scuola nel 1996. Dopo il diploma, si trasferisce a New York, dove frequenta il Marymount Manhattan College. Successivamente inizia a improvvisare con i Chicago City Limits, prima di prendere lezioni alla Upright Citizens Brigade e di esibirsi come membro dell'ASSSSCAT. Le prime apparizioni televisive di Cordero risalgono infatti alla fine degli anni novanta, quando prende parte a serie televisive come Scroll Wheel of Time, Cage Match (1998) e, appunto, Upright Citizens Brigade  (1998-1999), specializzandosi soprattutto in ruoli commedia.
Dopo questa esperienza passa un lustro, prima che riappaia in televisione apparendo in piccoli ruoli in alcune serie televisive, esordendo però prima nel 2005 nel film per la televisione The Adventures of Elton Bridge, diretto da Kevin Hines e David Lombard. Fanno seguito partecipazioni alle serie televisive My Wife, the Ghost (2005) e The UCBW (2006), prima di venire diretto, nel 2006, dall'attrice Aubrey Plaza nel suo film per la televisione Fucked. Appare in altre serie televisive, in particolare di genere commedia, fino alla fine del decennio: Bronx World Travelers (2007-2008), Human Giant (2008), UCB Comedy Originals (2008-2012), UCB TourCo (2009), Terrible Decisions with Ben Schwartz (2009-2011), The Indigenous Flowers of Southern California (2010), e nel film distribuito direct-to-video Jon and Car Plus Blanket  (2009), diretto da Eric Appel. Cinematograficamente esordisce quindi con un piccolo ruolo nella commedia romantica soprannaturale, che vede Kristen Bell e Josh Duhamel nel ruolo dei protagonisti, La fontana dell'amore (When in Rome, 2010), diretto da Mark Steven Johnson e remake del ben più noto Tre soldi nella fontana (Three Coins in the Fountain, 1954) diretto da Jean Negulesco e interpretato da Clifton Webb e Dorothy McGuire. Lo stesso anno è poi nella commedia, diretta da  Roger Kumble e interpretata da Brendan Fraser, Puzzole alla riscossa (Furry Vengeance), e ancora in un film distribuito direct-to-video, Michael Vartan Has Dorfism, diretto da Brad Schulz.
Durante il secondo decennio del terzo millennio, Eugene Cordero è impegnato in ruoli in una serie di cortometraggi, tra cui: Cordero, Bathtub and Wolf (2010); The World's Worst Bodyguard (2011); Bachelorette Ashley Is Single Again (2011); Dog DNA (2011); Coffee Snobs (2011); Behind the Binary: AllThingsD (2012); A Taste of Magic (2012); Manti Te'o's EHarmony Ad (2013); Manti Te'o's Catfish Trailer (2013); If You See Something (2013); Munchie the Doughnut (2014); Everybody Does It (2015); Sounds We Have No Letters For (2015); Aswang Next Door (2017) e The Patients (2019). È sempre attivo in televisione, prendendo parte a numerose serie televisive, sempre in ruoli minori, tra le quali figurano The Office (2011); Curb Your Enthusiasm (2011); Happy Endings (2012); Up All Night (2012); Newsreaders (2013); Arrested Development - Ti presento i miei (Arrested Development, 2013); House of Lies (2014); Hawaii Five-0 (2014): Cordero ottiene un ruolo di guest star dopo aver realizzato uno sketch sulla mancanza di diversità della serie; Silicon Valley  (2014); Drunk History (2014);  è uno dei personaggi principali della serie commedia fantascientifica di Yahoo! Other Space (2015); Parks and Recreation (2015); Crazy Ex-Girlfriend (2015-2017); Son of Zorn (2016); The Good Place (2016-2020); Making History (2017); Brooklyn Nine-Nine (2017); Grace and Frankie (2017-2018); Strange Angel (2018); Wrecked (2018); Dream Corp LLC (2018); Black Monday (2019) e Weird City (2019).
Compare nel film per la televisione La festa (peggiore) dell'anno (Worst. Prom. Ever, 2011), diretto da Dan Eckman, e, al cinema, lo possiamo vedere nei film The Kings of Summer e Afternoon Delight (entrambi del 2013), Mike & Dave - Un matrimonio da sballo (Mike and Dave Need Wedding Dates, 2016). Nel 2016 compare inoltre nel film tutto al femminile, Ghostbusters, diretto da Paul Feig, reboot del franchise omonimo, di cui il film Ghostbusters - Acchiappafantasmi del 1984, diretto da Ivan Reitman e interpretato da Bill Murray, Dan Aykroyd, Harold Ramis ed Ernie Hudson, è il capostipite. Nel 2017 è poi nell'horror Kong: Skull Island, diretto da Jordan Vogt-Roberts, ennesimo reboot del celeberrimo King Kong del 1933, diretto da Merian C. Cooper ed Ernest B. Schoedsack, e interpretato dall'attrice Fay Wray, nei panni dell'iconica eroina Ann Darrow, oltre che secondo capitolo del franchise Monsterverse, iniziato nel 2014 con il film Godzilla, diretto da Gareth Edwards. Nel 2018 viene poi diretto da Clint Eastwood, nel film Il corriere - The Mule (The Mule). Nel 2019 è uno dei protagonisti della serie Tacoma FD, comparendo in 36 episodi fino al 2021, e ha un ruolo nel quarto episodio della prima stagione della serie televisiva di fantascienza del franchise di Guerre stellari, The Mandalorian.
Tra 2013 e 2015 è spesso ospite della serie televisiva di commedia Comedy Bang! Bang! e compare anche nell'omonimo podcast. È inoltre co-conduttore con Ryan Stanger di un podcast sul fitness intitolato The Dumbbells. Cordero appare inoltre nel panel del programma radiofonico Wait Wait... Don't Tell Me! della NPR. Nello stesso decennio inizia anche la sua attività di doppiatore, in particolare di serie di animazione. Nel 2013 presta la voce al personaggio di Jamie nella serie animata di Cartoon Network Steven Universe. Dà poi la voce a Sawyer D. e Brian nella serie animata Bob's Burgers.
A partire dal 2019 Eugene Cordero entra a far parte del cast fisso di Star Trek: Lower Decks, trasmessa a partire dal 2020 e seconda serie animata del franchise di fantascienza Star Trek, creato negli anni sessanta da Gene Roddenberry con la serie classica (conosciuta anche come The Original Series o TOS, nel fandom). Per trovare un precedente nel franchise di serie animata, bisogna andare indietro nel tempo fino al 1973, quando venne trasmessa la serie in due stagioni Star Trek (The Animated Series o TAS, nel fandom), realizzata dalla Filmation su licenza della Paramount Television. Nella serie Lower Decks Eugene Cordero presta la voce a uno dei quattro protagonisti, il guardiamarina Samanthan Rutherford, impacciato e timido addetto, in parte cyborg, al reparto ingegneria della nave stellare USS Cerritos, capitanata da Carol Freeman (Dawnn Lewis). Cordero riprende il personaggio anche in alcuni episodi della serie televisiva Star Trek Logs e nell'episodio crossover della seconda stagione della serie televisiva live action Star Trek: Strange New Worlds, Tutti onorati scienziati (Those Old Scientist, le cui iniziali del titolo formano l'acronimo TOS, che come abbiamo visto identifica appunto la serie classica di Star Trek). Nell'episodio la serie animata e la serie live action si incontrano, scambiandosi i personaggi di Beckett Mariner (Tawny Newsome) e Brad Boimler (Jack Quaid), che dal 2381, grazie al Guardiano del Tempo, tornano indietro nel tempo fino al 2259, per incontrare l'equipaggio della USS Enterprise capitanata da Christopher Pike (Anson Mount). Nell'episodio, mentre Beckett Mariner e Brad Boimler appaiono in versione live action nel XXIII secolo, interpretati dai rispettivi doppiatori originali, gli altri due protagonisti della serie Lower Decks, D'Vana Tendi (doppiata da Noël Wells) e Samanthan Rutherford, compaiono solo nella versione animata.
Dal 2021 ottiene vari ruoli nella serie di Disney+ e parte del Marvel Cinematic Universe come spin-off della saga degli Avengers, Loki, che vede come protagonista Tom Hiddleston nella parte di Loki, fratello di Thor (Chris Hemsworth). Eugene Cordero vi interpreta Frank Lee Morris, personaggio realmente vissuto, ex prigioniero fuggito dal penitenziario di Alcatraz; Casey, una variante di Frank Morris, rimossa dalla sua linea temporale e dotata di una nuova identità come membro della Time Variance Authority; il soldato Hunter K-5E, che lavora anch'egli per la Time Variance Authority.

## Vita privata
Eugene Cordero è sposato con la sceneggiatrice Tricia McAlpin, con la quale ha avuto due figlie. La famiglia vive a Los Angeles.

## Filmografia

### Attore

#### Cinema
- Jon and Car Plus Blanket, regia di Eric Appel - direct-to-video (2009)
- La fontana dell'amore (When in Rome), regia di Mark Steven Johnson (2010)
- Puzzole alla riscossa (Furry Vengeance), regia di Roger Kumble (2010)
- Michael Vartan Has Dorfism, regia di Brad Schulz - direct-to-video (2010)
- Cordero, Bathtub and Wolf, regia di Chad Carter - cortometraggio (2010)
- NYC Mosque Commercial - cortometraggio (2010)
- The World's Worst Bodyguard, regia di Alex Fernie - cortometraggio (2011)
- Bachelorette Ashley Is Single Again, regia di Chris Kelly - cortometraggio (2011)
- Dog DNA, regia di Ryan Perez - cortometraggio (2011)
- Coffee Snobs, regia di Eric Appel - cortometraggio (2011)
- Behind the Binary: AllThingsD - cortometraggio (2012)
- A Taste of Magic, regia di Maureen Bharoocha - cortometraggio (2012)
- The Kings of Summer, regia di Jordan Vogt-Roberts (2013)
- Afternoon Delight, regia di Joey Soloway (2013)
- Manti Te'o's EHarmony Ad, regia di Bryan Safi - cortometraggio (2013)
- Manti Te'o's Catfish Trailer, regia di Alex Richanbach - cortometraggio (2013)
- Genie on Hard Times with Parker Posey, regia di LP - direct-to-video (2013)
- NFL Training Video: How Not to Murder People, regia di Nick Corirossi - cortometraggio (2013)
- If You See Something, regia di Madeline Walter - cortometraggio (2013)
- Our RoboCop Remake, film collettivo (2014)
- Munchie the Doughnut, regia di Andy Viner - cortometraggio direct-to-video (2014)
- Everybody Does It, regia di Megan Brotherton - cortometraggio (2015)
- Sounds We Have No Letters For, regia di Bernard Badion - cortometraggio (2015)
- Mike & Dave - Un matrimonio da sballo (Mike and Dave Need Wedding Dates), regia di Jake Szymanski (2016)
- Ghostbusters, regia di Paul Feig (2016)
- Kong: Skull Island, regia di Jordan Vogt-Roberts (2017)
- Aswang Next Door, regia di Bernard Badion - cortometraggio (2017)
- Il corriere - The Mule (The Mule), regia di Clint Eastwood (2018)
- The Patients, regia di Tess Paras - cortometraggio (2019)
- Golden Arm, regia di Maureen Bharoocha (2020)
- L'assistente della star (The High Note), regia di Nisha Ganatra (2020)
- Easter Sunday, regia di Jay Chandrasekhar (2022)
- Quasi a modo (Quasi), regia di Kevin Heffernan (2023)
- The Van, regia di Bernard Badion - cortometraggio (2023)
- The Trav-Enture Zone: A Night of Dungeons & Dragons & Also Comedians, regia di Jim Granato - direct-to-video (2024)

#### Televisione
- Scroll Wheel of Time - serie TV, episodi 1x01-1x08
- Cage Match - serie TV, episodi sconosciuti (1998)
- Upright Citizens Brigade - serie TV, episodi 1x03-1x04-2x10 (1998-1999)
- The Adventures of Elton Bridge, regia di Kevin Hines e David Lombard - film TV (2005)
- My Wife, the Ghost - serie TV, 5 episodi (2005)
- The UCBW - serie TV, episodi sconosciuti (2006)
- Fucked, regia di Aubrey Plaza - film TV (2006)
- Bronx World Travelers - serie TV, episodi 1x01-1x04-1x05 (2007-2008)
- Human Giant - serie TV, episodio 2x02 (2008)
- UCB Comedy Originals - serie TV, 12 episodi (2008-2012)
- UCB TourCo - serie TV, episodi sconosciuti (2009)
- Terrible Decisions with Ben Schwartz - serie TV, episodi sconosciuti (2009-2011)
- The Indigenous Flowers of Southern California - serie TV, 4 episodi (2010)
- CollegeHumor Originals - serie TV, 6 episodi (2010-2013)
- The Office - serie TV, episodio 7x14 (2011)
- La festa (peggiore) dell'anno (Worst. Prom. Ever.), regia di Dan Eckman - film TV (2011)
- Curb Your Enthusiasm - serie TV, episodio 8x01 (2011)
- The Back Room - serie TV, episodio 1x31 (2011)
- Improv Everywhere Originals - serie TV, 2 episodi (2011-2012)
- Funny or Die Presents... - serie TV, 2 episodi (2011-2013)
- Sketchy - serie TV, episodio 1x24 (2012)
- Mash Up - serie TV, episodi sconosciuti (2012)
- Happy Endings - serie TV, episodio 3x01 (2012)
- Up All Night - serie TV, episodio 2x07 (2012)
- Key and Peele - serie TV, episodi 1x04-3x03-4x01 (2012-2014)
- Newsreaders - serie TV, episodio 1x09 (2013)
- Maron in Space, regia di Jefferson Dutton e Chris VanArtsdalen - miniserie TV (2013)
- Kirstin Lives in Los Angeles - serie TV, episodi sconosciuti (2013)
- Arrested Development - Ti presento i miei (Arrested Development) - serie TV, episodio 4x01 (2013)
- The State of Us - serie TV, episodi sconosciuti (2013)
- Kroll Show - serie TV, 5 episodi (2013-2015)
- Comedy Bang! Bang! - serie TV, episodi 2x05-2x14-4x30 (2013-2015)
- House of Lies - serie TV, 4 episodi (2014)
- Hawaii Five-0 - serie TV, episodio 4x15 (2014)
- Silicon Valley - serie TV, episodio 1x03 (2014)
- Playing House - serie TV, episodio 1x07 (2014)
- Drunk History - serie TV, episodio 2x07 (2014)
- Garfunkel and Oates - serie TV, episodio 1x05 (2014)
- Parks and Recreation - serie TV, episodio 7x12 (2015)
- Other Space - serie TV, 8 episodi (2015)
- The Hotwives of Las Vegas - serie TV, episodio 1x06 (2015)
- Rooster Teeth: Entertainment System Originals - serie TV, episodi 1x03-1x13 (2015)
- Crazy Ex-Girlfriend - serie TV, 5 episodi (2015-2017)
- Teachers - serie TV, episodi 1x04-1x08 (2016)
- Son of Zorn - serie TV, episodio 1x05 (2016)
- The Earliest Show - serie TV, episodi 1x02-1x05 (2016)
- Nightmare Time, regia di Kieran Valla - film TV (2016)
- The Good Place -  serie TV, 6 episodi (2016-2020)
- The Legend of Master Legend, regia di James Ponsoldt - cortometraggio TV (2017)
- Making History - serie TV, episodio 1x07 (2017)
- Brooklyn Nine-Nine - serie TV, episodio 4x22 (2017)
- Veep - Vicepresidente Incompetente (Veep) - serie TV, episodi 6x06-6x09 (2017)
- Do You Want to See a Dead Body? - serie TV, episodio 1x06 (2017)
- Grace and Frankie - serie TV, episodi 3x04-4x08 (2017-2018)
- I'm Sorry. - serie TV, episodi 1x07-2x02-2x10 (2017-2019)
- Bajillion Dollar Propertie$ - serie TV, 14 episodi (2017-2019)
- Door No. 1 - serie TV, episodio 1x01 (2018)
- Strange Angel - serie TV, episodio 1x01 (2018)
- Wrecked - serie TV, 6 episodi (2018)
- Dream Corp LLC - serie TV, episodio 2x02 (2018)
- Black Monday - serie TV, episodi 1x01-1x02 (2019)
- Weird City - serie TV, episodio 1x02 (2019)
- Those Who Can't - serie TV, episodio 3x13 (2019)
- The Mandalorian - serie TV, episodio 1x04 (2019)
- Tacoma FD - serie TV, 36 episodi (2019-2021)
- Carol's Second Act - serie TV, episodio 1x16 (2020)
- Loafy - serie TV, 5 episodi (2020)
- Loki - serie TV, 9 episodi (2021-2023) - Frank Morris e altri
- La Pazza Storia del Mondo: Parte II (History of the World: Part II) - serie TV, episodio 1x02 (2023)
- Sesamo apriti (Sesame Street) - serie TV, episodio 54x28 (2024)
- A Man on the Inside - serie TV, 4 episodi (2024)

### Doppiatore

#### Cinema
- Steven Universe: Wacky Sack Hot Dog Duffel Bag, regia di Hilary Florido e Katie Mitroff - cortometraggio (2015)

#### Televisione
- The Life & Times of Tim - serie animata, episodi 3x01-3x02 (2011)
- Steven Universe - serie animata, 6 episodi (2013-2018)
- Archer - serie animata, episodio 9x01 (2018)
- Troopers - serie TV, episodi 1x02-1x03 (2019)
- Marco e Star contro le forze del male (Star vs. the Forces of Evil) - serie animata, episodio 4x17 (2019)
- Bob's Burgers - serie animata, episodi 10x05-10x18 (2019-2020)
- Helpsters - serie TV, episodi 1x04-3x11 (2019-2023)
- Close Enough - serie animata, 6 episodi (2020-2022)
- Central Park - serie animata, 16 episodi (2020-2022)
- Star Trek: Lower Decks - serie animata, 50 episodi (2020-2024)
- No Activity - serie animata, episodio 4x06 (2021)
- Star Trek Logs - serie TV, episodi 1x19-1x27-3x04 (2021-2022)
- Ten Year Old Tom - serie animata, 18 episodi (2021-2023)
- The Great North - serie animata, episodi 2x05-3x20-4x10 (2021-2024)
- I Greens in città (Big City Greens) - serie animata, episodio 3x04 (2022)
- Lightning Wolves - serie animata, episodi 1x01-1x02 (2022)
- Tuca & Bertie - serie animata, episodio 3x07 (2022)
- La famiglia Paloni: speciale Halloween (The Paloni Show! Halloween Special!), regia di Douglas Einar Olsen e Donna Smith - film TV (2022)
- Waffles + Mochi's Restaurant - serie TV, 6 episodi (2022)
- Little Demon - serie animata, 6 episodi (2022)
- Human Resources - serie animata, episodio 2x02 (2023)
- Star Trek: Strange New Worlds - serie TV, episodio 2x07 (2023)
- Solar Opposites - serie animata, episodio 4x04 (2023)
- Kiff - serie animata, 11 episodi (2023-2024)
- Jurassic World - Teoria del caos (Jurassic World: Chaos Theory) - serie animata, 4 episodi (2024)
- Everybody Still Hates Chris - serie animata, episodi 1x01-1x09 (2024)

### Produttore
- Green Ninja Episode 4: Styrofoam Man - cortometraggio (2014)
- Aswang Next Door, regia di Bernard Badion - cortometraggio (2017)

### Sceneggiatore

#### Cinema
- Green Ninja Episode 4: Styrofoam Man - cortometraggio (2014)
- Aswang Next Door, regia di Bernard Badion - cortometraggio (2017)

#### Televisione
- The UCBW - serie TV, episodi sconosciuti (2006)
- UCB Comedy Originals - serie TV, 4 episodi (2012)
- Before You Were Funny, regia di Jace Armstrong, Justin Michael e Jacob Reed - miniserie animata, puntata 2 (2015)
- The UCB Show - serie TV, episodio 1x03 (2016)
- Mystery Science Theater 3000 - serie TV, episodio 1x03 (2017)

## Programmi televisivi
- Late Night with Jimmy Fallon - talk-show (2009)
- The UCB Show - comedy show (2016)

## Radio
- Comedy Bang Bang: The Podcast - podcast, episodi 5x14-10x36 (2013-2018)
- Womp It Up! - podcast, episodio 1x06 (2015)
- Cut and Run - podcast (2020)
- Mega - podcast, episodio 1x243 (2023)
- The Neighborhood Listen - podcast, episodio 5x05 (2023)

## Doppiatori italiani
Nelle versioni in italiano delle opere in cui ha recitato, Eugene Cordero è stato doppiato da: 
- Marco Baroni in Hawai Five-O
- Guido Di Naccio in The Mandalorian
- Luca Mannocci in Grace and Frankie (ep. 4x08), Loki
- Alessandro Messina in Grace and Frankie (ep. 3x04)
- Luigi Morville in Quasi a modo
- Gabriele Patriarca ne Il corriere - The Mule
- Claudio Popolizio in Mike & Dave - Un matrimonio da sballo'
- Gabriele Vender in The Good Place
- Paolo Vivio in Kong: Skull Island
- Massimo Triggiani in A Man on the Inside

Da doppiatore è sostituito da:
- Lorenzo Crisci in Little Demon
- Gabriele Patriarca in Star Trek: Lower Decks, Star Trek: Strange New Worlds
- Alex Polidori in Central Park